# Antamenes hackeri
Antamenes hackeri är en stekelart som beskrevs av Giordani Soika 1961. Antamenes hackeri ingår i släktet Antamenes och familjen Eumenidae. Inga underarter finns listade i Catalogue of Life.